# Caixa del Moro
La Caixa del Moro est un dolmen situé à Taulis, dans le département français des Pyrénées-Orientales.

## Historique
Le dolmen est mentionné pour la première fois par Jaubert de Réart en 1833.

## Description
Le dolmen est ruiné et son architecture demeure imprécise. La chambre est encore délimitée par trois orthostates de respectivement 1,20 m de long sur 0,65 m de hauteur et 0,15 m d'épaisseur, 1,45 m de long sur 0,95 m de hauteur et 0,25 à 0,30 m d'épaisseur et 1 m de long sur 0,65 m de hauteur et 0,17 m d'épaisseur. Deux dalles visibles à proximité correspondent probablement aux deux fragments de l'ancienne table de couverture qui aurait à l'origine mesuré 2,50 m de long sur 0,90 m de large. Une dalle visible au sud et présentant une échancrure pourrait correspondre à l'ancien dispositif de fermeture. La plus grande dalle, côté sud-est, est en micaschiste et les autres dalles sont en calcaire et proviennent d'un petit escarpement de même nature situé à quelques centaines de mètres. Le tumulus demeure imprécis, il pourrait mesurer 4 m de diamètre.